# Eddie Kirkland

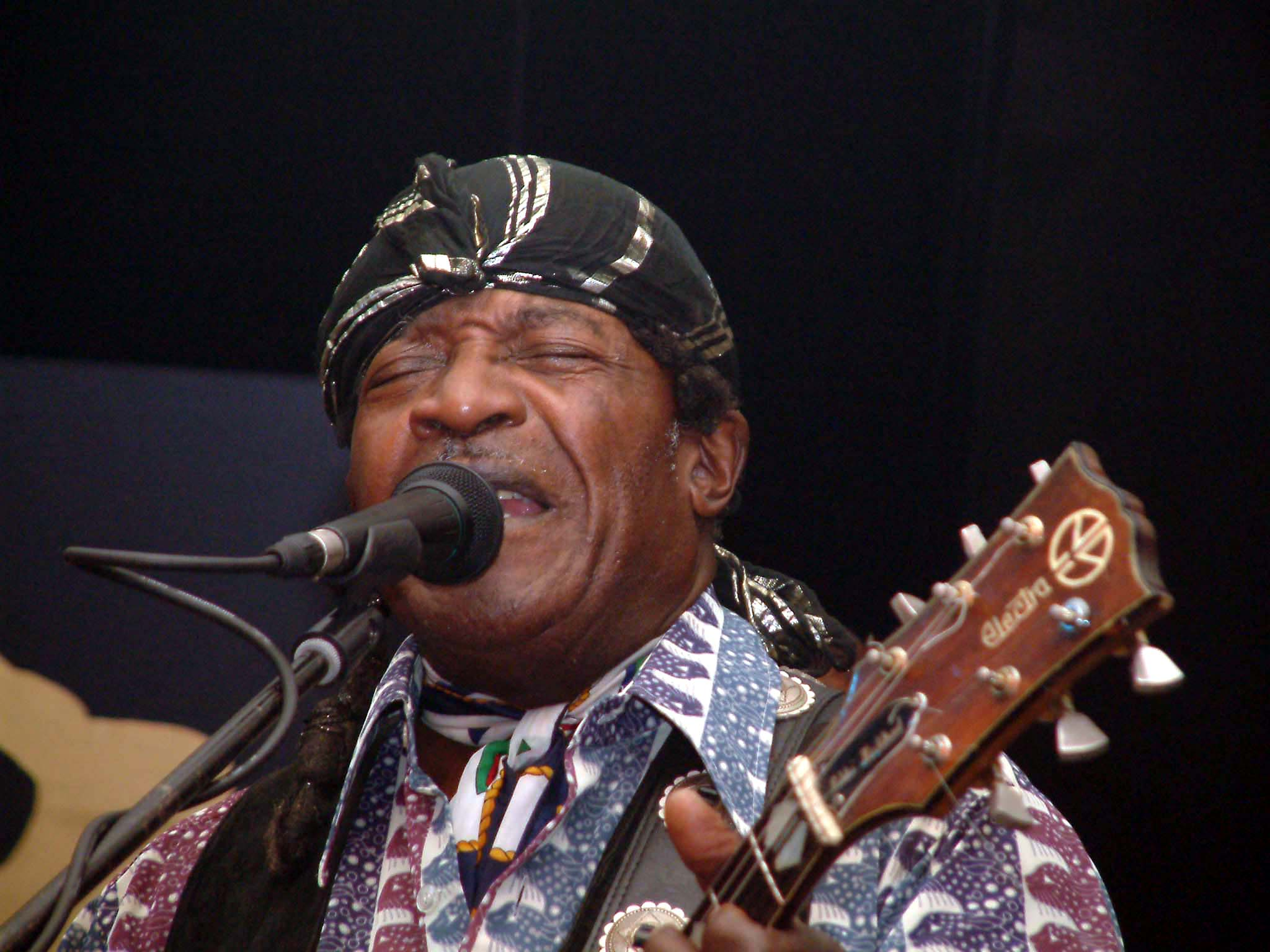
Eddie Kirkland

Eddie Kirkland (* 16. August 1923 in Jamaika; † 27. Februar 2011 in Crystal River, Florida) war ein afroamerikanischer Bluesmusiker. 
Er war als Sänger, Mundharmonikaspieler und Gitarrist ein Vertreter des Genres Electric Blues. 
Von 1949 bis 1962 war er Manager und Begleitmusiker von John Lee Hooker; er ist auf vielen seiner Aufnahmen aus dieser Zeit als zweiter Gitarrist zu hören. 1962 und 1963 war er Gitarrist und Bandleader bei Otis Redding. In der zweiten Hälfte der 1960er Jahre arbeitete er als Automechaniker. Ab 1970 wurde er als Bluesmusiker wiederentdeckt. Bis zu seinem Tod tourte er fast ununterbrochen und veröffentlichte zahlreiche Aufnahmen. Eddie Kirkland starb mit 87 Jahren bei einem Autounfall in Florida.